# Román Torres
Román Torres (Panama-Stad, 20 maart 1986) is een Panamees voetballer die als centrale verdediger speelt.

## Clubcarrière
Torres begon in 2004 aan zijn professionele carrière in eigen land bij Chepo FC. Tussen 2007 en 2015 speelde hij voor La Equidad in Colombia. Hij werd verhuurd aan Atlético Junior, Atlético Nacional en Millonarios. Sinds 2015 speelt hij in de Verenigde Staten voor Seattle Sounders FC.

## Interlandcarrière
Hij debuteerde in 2005 in het Panamees voetbalelftal. Met Panama nam hij deel aan de CONCACAF Gold Cup 2005 (tweede), 2007, 2009, 2011 (halve finale), 2013 (tweede) en CONCACAF Gold Cup 2015 (derde). Hij won met Panama de UNCAF Nations Cup 2009. Torres maakte eveneens deel uit van de Panamese selectie, die in 2018 onder leiding van de Colombiaanse bondscoach Hernán Darío Gómez debuteerde bij een WK-eindronde. De ploeg uit Midden-Amerika, als derde geëindigde in de CONCACAF-kwalificatiezone, was in Rusland ingedeeld in groep G en verloor achtereenvolgens van België (0-3), Engeland (1-6) en Tunesië (1-2). Torres was aanvoerder en kwam in alle drie de groepswedstrijden in actie voor zijn vaderland.

## Erelijst
- Copa Rommel Fernández: 2003
- Liga Panameña de Fútbol: 2005 Clausura
- Copa Colombia: 2008
- Liga Postobón: 2010 Apertura, 2011 Apertura, 2012 Finalización
- MLS Cup: 2016
- CONCACAF Gold Cup:  2005, 2013
- Copa Centroamericana  2009,  2007